# Traccia fantasma
Una traccia fantasma o traccia nascosta (ghost track o hidden track in inglese, oppure anche traccia segreta, cioè secret track in inglese) è un contenuto di un album discografico la cui esistenza non viene indicata nella lista delle tracce sulla copertina o comunque all'interno delle informazioni riportate nella pubblicazione.

## Caratteristiche
La presenza di una ghost track è paragonabile a una easter egg del gruppo o artista interprete dell'album, che ha deciso di inserire nel proprio disco delle registrazioni non incluse nella tracklist ufficiale. Le tracce fantasma possono essere versioni alternative di brani già noti, modificate nel mixaggio, nell'arrangiamento o nel testo, oppure registrazioni demo, prove, errori o contenuti vari, che si decide di "regalare" a sorpresa al pubblico. Rientrano nella categoria anche brani inediti che possono essere anteprime di pubblicazioni future; talvolta si tratta di interventi parlati, messaggi ai fan o semplici scherzi da parte dell'artista o degli addetti alla realizzazione del lavoro discografico.
Le motivazioni dietro la scelta di includere una ghost track possono essere molteplici: la più comune è che il materiale extra sia stato realizzato in una fase avanzata dei lavori, quando già la tracklist ufficiale era stata chiusa e diramata, quindi non era più possibile modificarla; oppure, al contrario, si tratta di materiale presente già nei progetti originali ma rimosso perché non coerente col resto del lavoro. In altri casi si può trattare di un contenuto del quale l'artista non era soddisfatto, ma che è stato comunque inserito nel disco per ragioni contrattuali: l'eliminazione dalla tracklist è dunque una maniera per manifestare il suo dissenso e/o per evitarne l'ascolto da parte di fruitori occasionali.

## Storia
Her Majesty, traccia di soli 23 secondi che chiude l'album Abbey Road dei Beatles (1969), è considerata la prima ghost track della storia. In realtà già nel precedente album Sgt. Pepper's Lonely Hearts Club Band (1967) era presente una traccia aggiuntiva, udibile alcuni secondi dopo la fine di A Day in the Life; tuttavia si tende a non considerare questa una vera e propria traccia fantasma in quanto non si tratta di un contenuto musicale, ma della registrazione di suoni casuali e frasi senza senso, incisi deliberatamente sul solco più interno del disco per riempire "ogni centimetro di disco disponibile con suoni diversi dal normale", in modo da mandare in loop la riproduzione su giradischi sprovvisti di arresto automatico. Questo è anche il motivo per cui il brano risulta leggermente diverso se riprodotto su giradischi differenti. La traccia inoltre fu incisa solo sui dischi destinati al Regno Unito, mentre fu esclusa dalle copie per il mercato internazionale; fu poi inclusa nella compilation del 1978 Rarities, col titolo Sgt. Pepper's Inner Groove, diventando poi nota semplicemente come Inner Groove. Il brano è in genere incluso nelle ristampe su CD di Sergent Pepper's senza essere riportato nella tracklist.
Her Majesty, invece, era stata scritta da Paul McCartney per essere inserita come sesto brano sul lato B di Abbey Road, tra Mean Mr. Mustard e Polythene Pam, ma una volta incisa non piacque all'autore, il quale chiese al tecnico John Kurlander di scartarla; poiché a Kurlander era stato imposto di non eliminare nulla, esso decise di inserire il brano al termine del lato B, circa due minuti dopo gli ultimi accordi di The End. Di conseguenza il disco risultò composto da undici tracce, l'ultima delle quali però si trovava in un punto in cui poteva essere ascoltata solo continuando a riprodurre il disco dopo il termine dei brani ufficiali. Quest'idea piacque anche al gruppo, che decise di non far comparire Her Majesty nell'elenco ufficiale dei brani dell'album. Nelle ristampe dell'album, tuttavia, Her Majesty è riportata nella tracklist ufficiale, ed è talvolta presente in una versione estesa che comprende parti della registrazione scartata.
L'inserimento delle tracce fantasma fu frequente fino all'avvento dei CD, che rendevano più facile rintracciarle: per questo motivo andò poi in declino, tuttavia capita ancora oggi di trovare tracce nascoste in CD o addirittura in archivi digitali.

## Tecniche
I metodi per inserire e scoprire le tracce fantasma sono variati con l'evoluzione dei supporti musicali. Il metodo più utilizzato consiste nell'inserire le tracce fantasma in coda ad una delle tracce indicate (nella maggior parte dei casi l'ultima), solitamente precedute da un periodo di silenzio più o meno lungo; per scoprirle è quindi sufficiente lasciar proseguire la riproduzione del supporto.
All'epoca in cui i contenuti musicali venivano distribuiti soprattutto sui dischi in vinile e sulle musicassette, le tracce fantasma avevano anche una funzione pratica, in quanto andavano a occupare una porzione di supporto che altrimenti sarebbe rimasta non incisa; questo è il motivo per cui in genere i contenuti nascosti si trovano a fine disco, sul lato B, che spesso rimaneva vuoto nella parte terminale. Dopo l'ultima traccia ufficiale, l'ascoltatore era portato a pensare che il disco o la cassetta fossero terminati e a interrompere manualmente la riproduzione; pertanto la scoperta di eventuali tracce fantasma in genere avveniva in maniera accidentale, lasciando il supporto in riproduzione.
Una maniera più subdola di nascondere una traccia, esclusiva dei dischi in vinile, era quella di realizzare un disco multisolco (detto anche multifacciale o multigroove), ossia con più di un solco per lato: in questo caso la traccia è nascosta letteralmente sotto i brani riportati nella tracklist, e per riprodurla l'ascoltatore deve posizionare la puntina del giradischi sul solco corretto. Questa tecnica pone tuttavia un limite: per evitare distorsioni, è necessario che i due solchi non contengano registrazioni troppo differenti, quindi in genere la traccia nascosta è una versione alternativa o strumentale del brano sotto a cui è nascosta.
Con l'avvento del compact disc, la scoperta delle tracce nascoste diventò più semplice: poiché i riproduttori di CD indicano la numerazione e la durata delle tracce, è subito constatabile la differenza tra il numero di tracce effettive e quelle indicate (nei casi, poco frequenti, in cui il brano nascosto sia inciso in una traccia separata) o tra la durata reale di un brano e quella indicata ufficialmente. Dal momento che nei CD, a differenza di quanto avviene nei vinili e nelle cassette, non è possibile osservare fisicamente il meccanismo di riproduzione del supporto e non vi è la necessità tecnica di lasciare spazio vuoto al termine del supporto, se la durata effettiva di un brano è superiore a quella indicata oppure se la lettura prosegue per un certo tempo senza avanzamento di traccia, interruzione o inversione e senza che si senta nulla dopo il termine di una canzone, si è molto probabilmente in presenza di una o più tracce fantasma.
Un'altra tecnica, esclusiva dei CD, consiste nell'inserire nell'album un gran numero di tracce non indicate nell'elenco ufficiale dei brani, di cui solo una contiene il contenuto nascosto e tutte le altre sono totalmente mute. In questo caso per l'ascoltatore appare evidente che nel disco si trova una traccia fantasma, ma non è chiaro quale sia tra le tante presenti e per scoprirlo è necessario ascoltarle tutte.
Alcune tracce fantasma vengono registrate al contrario, distorte o a velocità modificata. Fino all'avvento dei CD e dei personal computer il rintraccio di tali brani era molto difficoltoso, poiché per ascoltarli correttamente occorreva forzare fisicamente la riproduzione dei supporti in modi diversi da quello normale e corretto, rischiando di danneggiarli; solo con attrezzature all'epoca rare e costose era possibile riprodurre le tracce fantasma senza compromettere il supporto. Alcune tracce fantasma registrate in tal modo sono considerate esempi di messaggi subliminali o backmasking. 
Quando i personal computer non venivano utilizzati abitualmente per l'ascolto di musica, alcuni artisti inserivano nei propri album incisi su CD dei materiali multimediali (videoclip, interviste o fotografie) senza dichiararli, che potevano essere scoperti solo inserendo il disco in un computer.